# Sealand

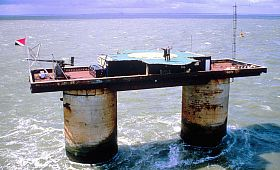
Sealand leżący na dawnej betonowej platformie przeciwlotniczej

Sealand (ang. Principality of Sealand) – mikronacja znajdująca się na dawnej platformie przeciwlotniczej Fort Roughs (o wymiarach 40 × 140 m) z czasów II wojny światowej, która położona jest na Morzu Północnym, ok. 11 km od wybrzeża Harwich we wschodniej Anglii (Wielka Brytania) na wodach przybrzeżnych Suffolk. Na platformę można dotrzeć drogą powietrzną lub wodną.
Sealand powstał w 1967 roku, kiedy opuszczona platforma została zajęta przez Roya Batesa, który ogłosił się księciem. Jego współpracownicy, przyjaciele i rodzina twierdzą, że jest to niezależne, niepodległe od korony brytyjskiej (suwerenne) państwo. Sealand nie jest jednak uznany ani za suwerenne państwo, ani nawet za quasi-państwo. Znajduje się zaś w jednej grupie wraz z takimi tworami jak Seborga czy Hutt River, które w ogóle nie są elementem międzynarodowej polityki (choć część z nich do tego aspiruje), jak to ma miejsce w przypadku np. Cypru Północnego czy Somalilandu, a ich „istnienie” wynika w głównej mierze z ich ignorowania lub traktowania jako swoisty folklor przez władze poszczególnych państw. Wspomniane byty są określane jako mikronacje (należy zwrócić uwagę, że w języku polskim to określenie jest stosowane również w odniesieniu do odmiennych tworów – państw wirtualnych; por. państwa nieuznawane). Sealand jest członkiem partnerskim Nouvelle Fédération-Board, federacji piłkarskiej utworzonej dla zespołów, które nie są członkami FIFA.

## Historia

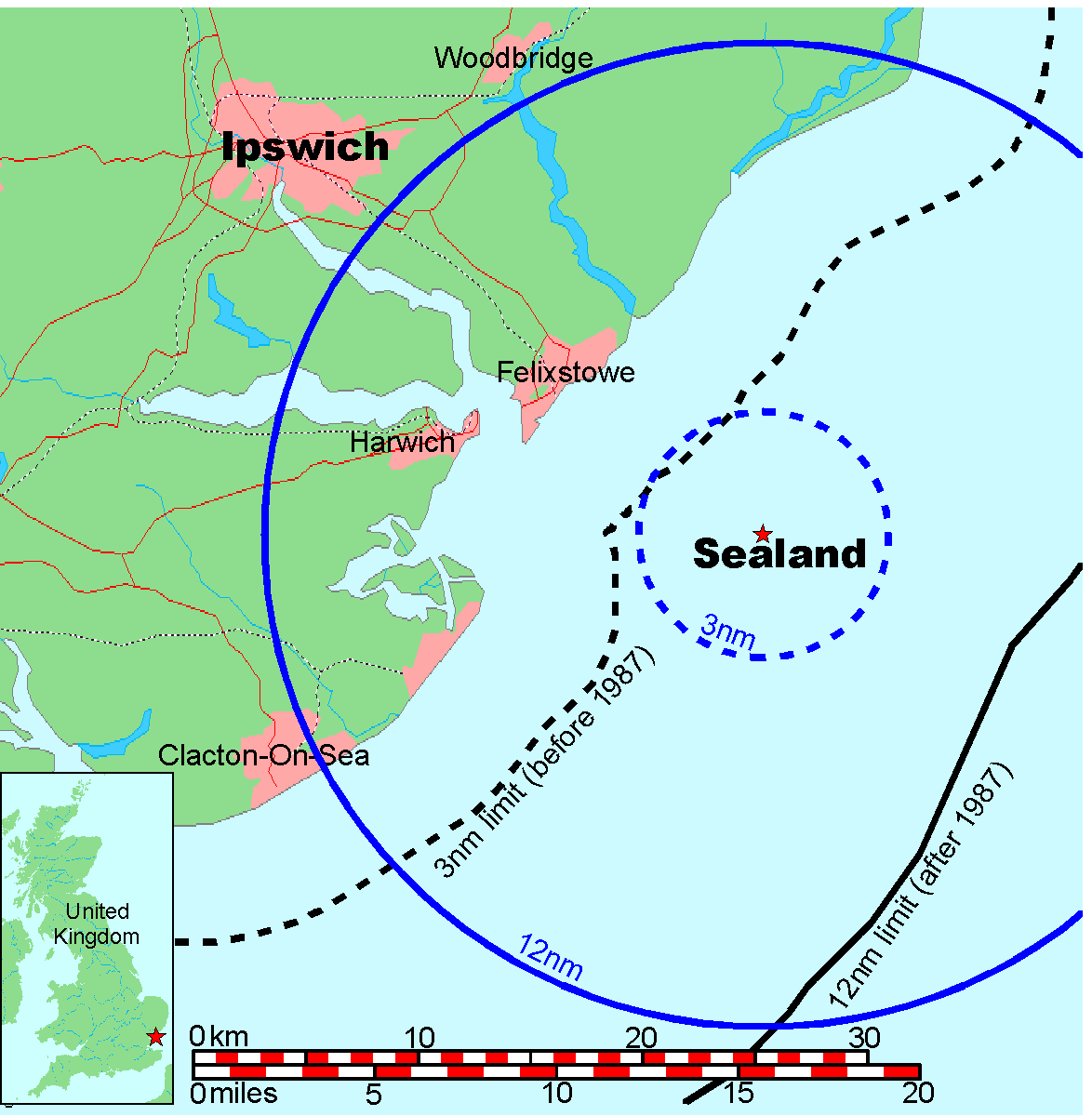
Mapa położenia Sealandu

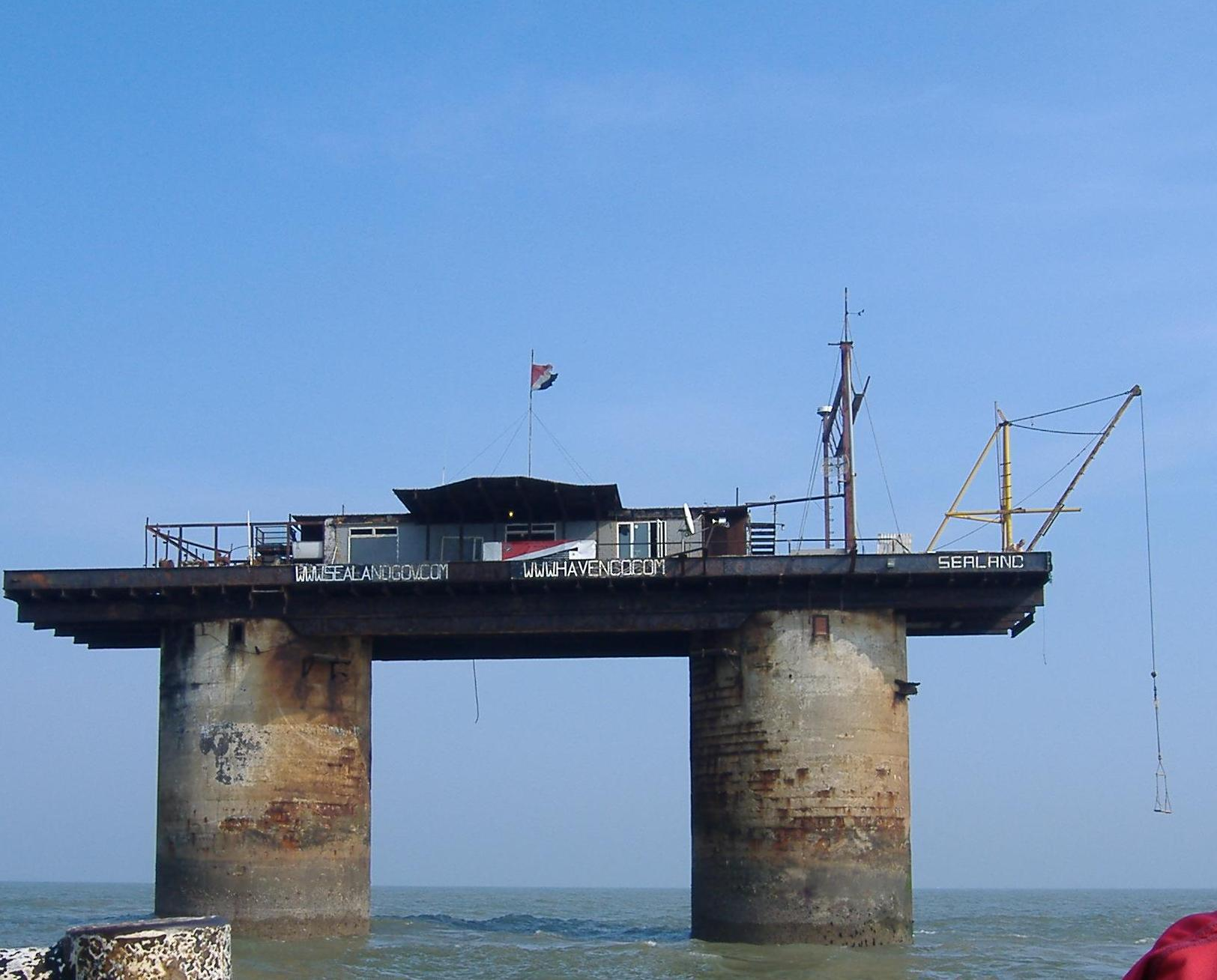
Sealand widziany z pokładu łodzi

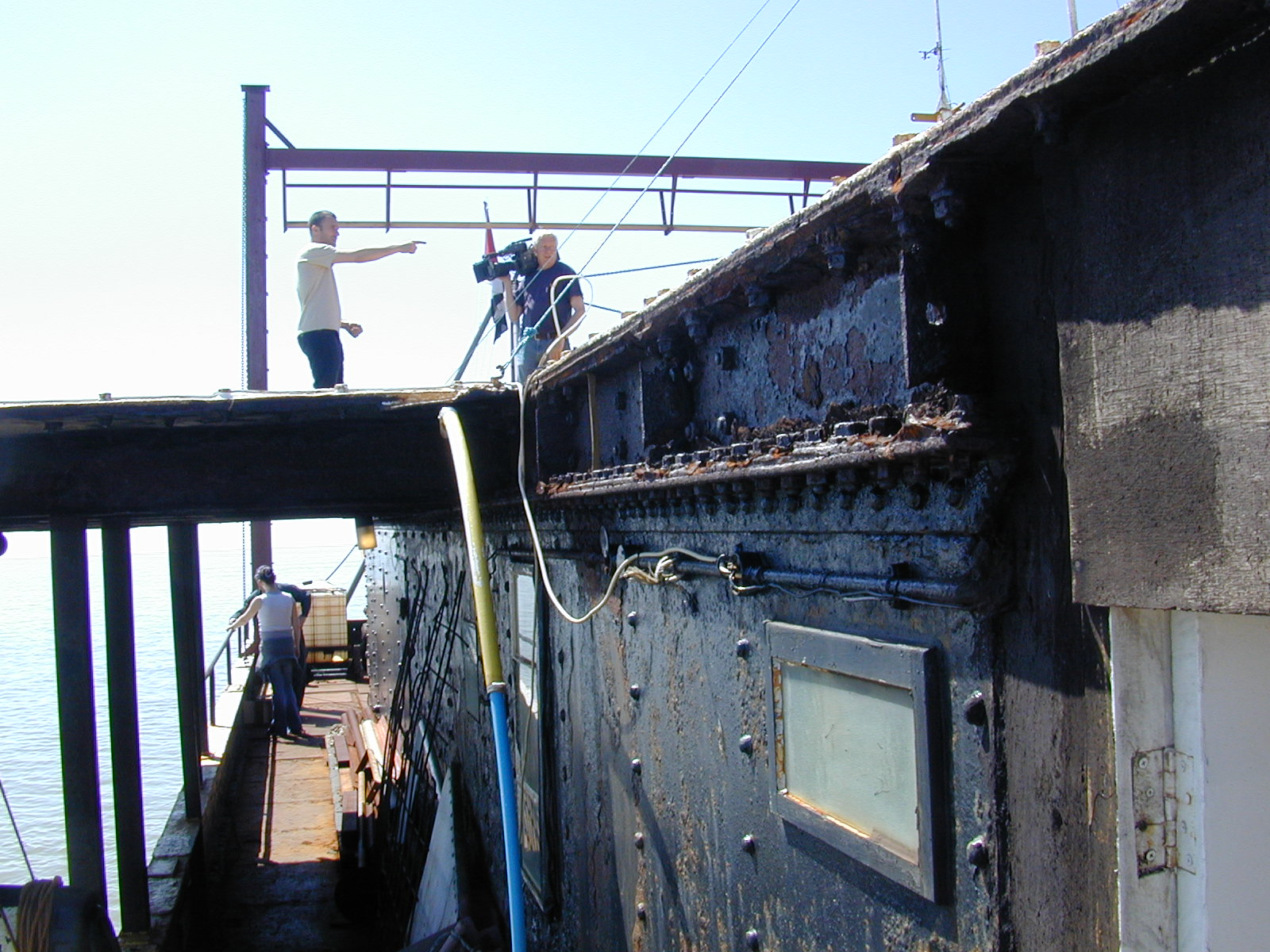
Nagrywanie filmu dokumentalnego na platformie

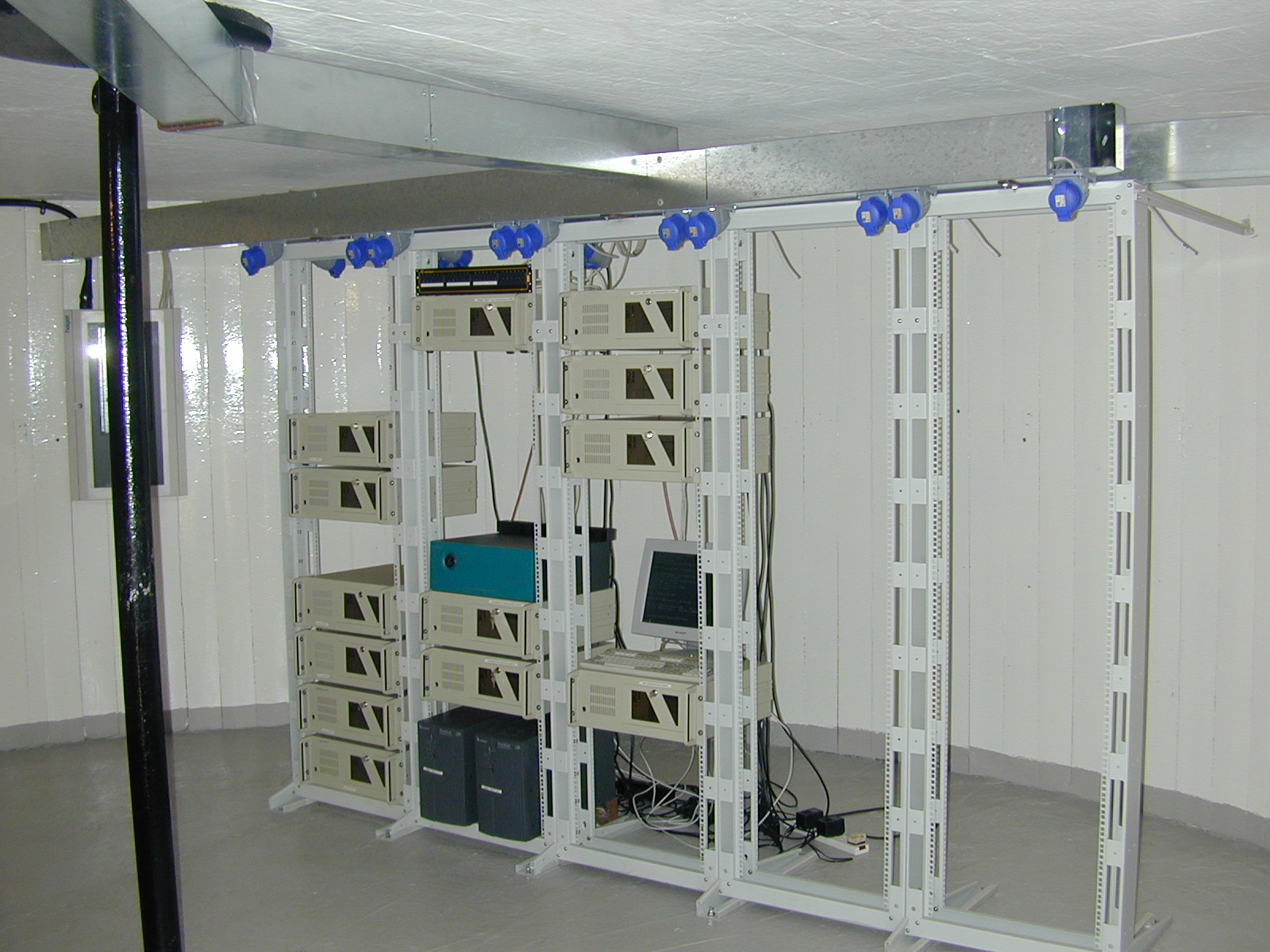
Serwery internetowe na platformie

Fort Roughs (Rough Tower) został zbudowany w 1942 roku. Obejmuje on nadbudówkę z dwiema wieżami, połączonymi pokładem, na którym mogą być wznoszone inne budowle. W wieżach znajdowały się pomieszczenia, które mieściły sprzęt radarowy. Bliźniacze wieże zostały podzielone na siedem pięter, gdzie znajdowały się m.in. jadalnia, sypialnie, obszary składowania amunicji i generator elektryczny. Platformę wyposażono w dźwig, który używany był do wciągania dostaw lub ludzi na pokład.
11 lutego 1943 roku fort został przyholowany na ławicę Rough Sands, następnie jego podstawę zalano, aby konstrukcja osiadła na dnie. W tym czasie platforma znajdowała się poza wodami terytorialnymi Wielkiej Brytanii. Nadbudówka fortu znajdowała się powyżej linii wodnej, pozostając widoczna z wybrzeża Anglii. Platforma była eksploatowana przez okres II wojny światowej, w czasie której stacjonowało tu 140 żołnierzy. Po zakończeniu działań wojennych większość personelu ewakuowano. Brytyjski rząd wykorzystywał Rough Tower do różnych celów aż do 1956 roku, gdy cały personel został ostatecznie usunięty, wywieziono także większość wyposażenia.
W styczniu 1967 roku nieczynną platformę zajął Roy Bates, który był nękany problemami podatkowymi w Wielkiej Brytanii wynikającymi z założenia przezeń w 1965 roku pirackiej stacji radiowej. Po nałożeniu nań grzywny i nakazie zdemontowania nadajnika radiowego, Roy Bates zamierzał znaleźć inne miejsce dla swojej stacji. Jego wybór padł właśnie na Fort Roughs, jedną z dawnych wojskowych platform znajdujących się wówczas na wodach międzynarodowych, a więc poza brytyjskim prawem, jednak na tyle blisko brytyjskiego wybrzeża, że bez większych problemów można było z niej nadawać audycje radiowe.
Dnia 2 września 1967 roku Roy Bates przemianował Roughs Tower na niezależne księstwo, któremu nadał nazwę Sealand (ang. morski kraj). Krok ten podyktowany był chęcią utrzymania niezależności radia i jego właścicieli.
W 1968 roku Roy Bates został aresztowany w czasie pobytu w Wielkiej Brytanii i oskarżony o ostrzelanie kutra brytyjskiego. Jednak 25 listopada 1968 roku sąd uznał, że Roy Bates nie może być sądzony przed brytyjskim sądem, gdyż incydent wydarzył się poza (ówczesnymi) wodami terytorialnymi Wielkiej Brytanii, a więc na obszarze nieobjętym brytyjską jurysdykcją.
W 1975 roku przyjęto konstytucję „księstwa”, wprowadzono flagę, herb i hymn. Postanowiono również wprowadzić (już w 1972 r.) walutę – dolary sealandzkie, które Roy Bates zamówił w mennicy, a także znaczki pocztowe. Ustanowiono także rząd z premierem, którym został niemiecki prawnik Alexander Achenbach.
Różnica poglądów doprowadziła jednak szybko do dymisji premiera i wydalenia go z księstwa. Alexander Achenbach postanowił jednak odzyskać władzę – w sierpniu 1978 roku dokonał wraz z kilkoma innymi osobami próby najazdu na platformę i przejęcia władzy. Roy Bates, korzystając z pomocy znajomych, odbił platformę, od tego czasu Alexander Achenbach uznaje się za jedynego prawowitego władcę Sealandu i powołał rząd na uchodźstwie.
W 1989 roku nowym premierem rządu na uchodźstwie został Johannes Seiger. Rząd ten zmienił konstytucję i na miejsce Roya Batesa mianował księciem holenderskiego prawnika Adriana Oomena.
W 1987 roku Wielka Brytania zapowiedziała zwiększenie obszaru wód terytorialnych z 3 do 12 mil. Dzień przed wprowadzeniem przez Wielką Brytanię 12-milowej strefy – 30 września 1987 roku – książę Roy zarządził dekretem 12-milową strefę wód terytorialnych Sealandu. Następnego dnia Sealand znalazła się jednak zgodnie z prawem międzynarodowym na brytyjskich wodach terytorialnych.
W 1998 roku w Sealandzie pojawił się Sean Hastings, który zaproponował spółkę w zamian za ustawienie na platformie serwerów komputerowych. Zamierzał stworzyć „raj internetowy”, bez rządowej kontroli zabraniającej hazardu lub pornografii i bez kontroli nad pocztą elektroniczną.
W czerwcu 2006 roku na platformie wybuchł pożar spowodowany awarią generatora prądu. Ogień strawił znaczną część sprzętu i instalacji w jednej z podpór. Szkody spowodowane przez pożar oszacowano na 1 mln USD (500 000 funtów).
W styczniu 2007 roku Michael Bates, syn Roya Batesa, pełniący funkcję księcia-regenta, wystawił Sealand na sprzedaż za pośrednictwem hiszpańskiej agencji nieruchomości. Początkowa cena sprzedaży wynosiła 504 miliony funtów brytyjskich. Agencja nieruchomości sprzedająca Sealand żądała jednak 750 mln euro. Na ofertę odpowiedział serwis The Pirate Bay, rozpoczynając publiczną zbiórkę pieniędzy na zakup platformy. Szwedzcy piraci zamierzali zainstalować tam serwery, z których bezpłatnie można było udostępniać najnowsze filmy, gry i muzykę. Książę Michael Bates zbojkotował tę ofertę.
Ostatecznie funkcjonowanie platformy w Internecie zakończyło się w listopadzie 2008 roku.

## Władcy Sealandu
- Paddy Roy Bates (1967- 2012)
- Michael Bates (od 2012, książę-regent 2007-2012)

## Gospodarka

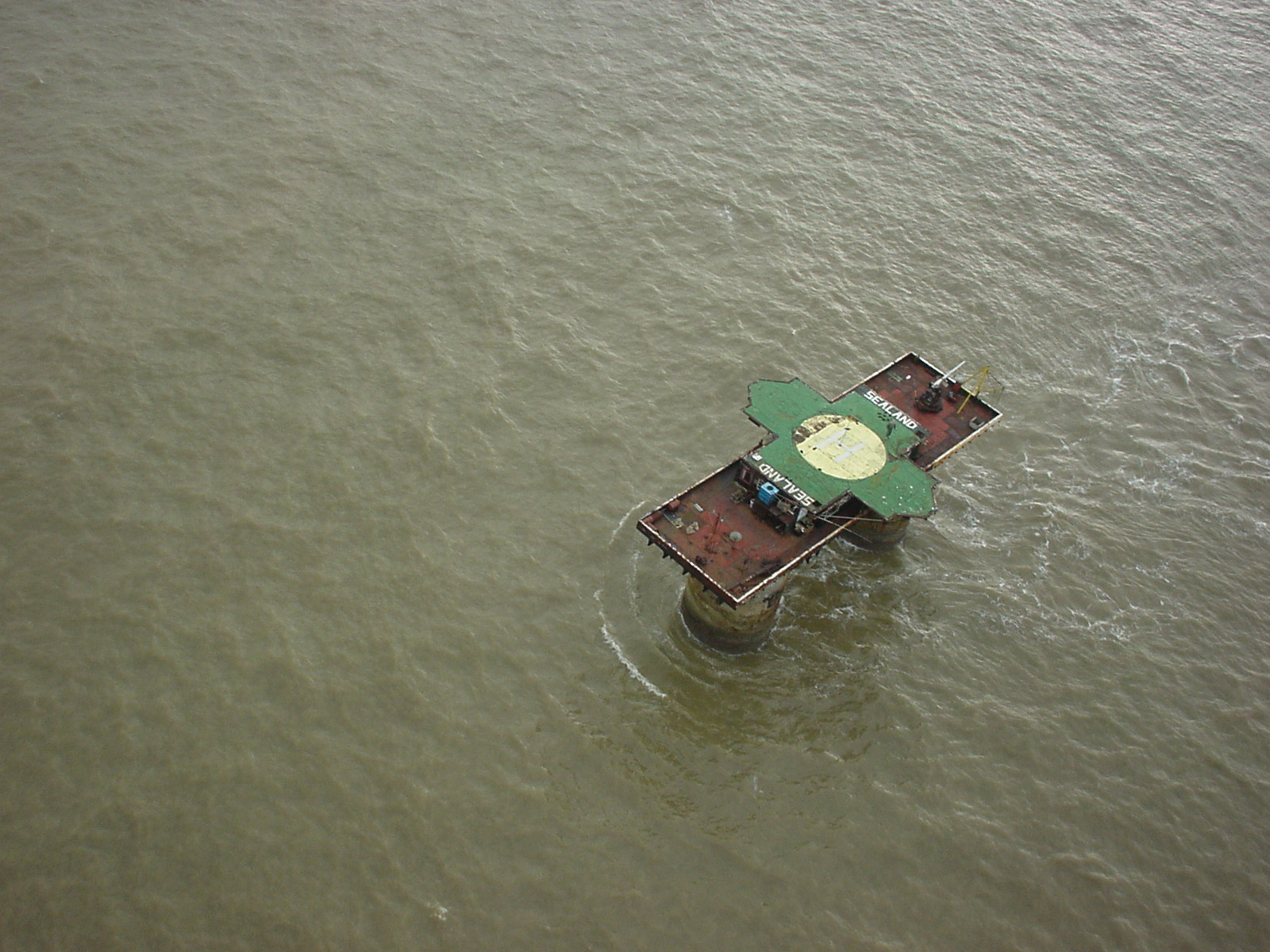
Sealand widziany z pokładu samolotu

Początkowo platforma wykorzystywana była jako siedziba pirackiego Radia Essex. Z czasem Roy Bates zaczął emitować znaczki pocztowe Sealandu i monety, co przynosiło pewne dochody. Duże pieniądze pojawiły się w 2000 roku wraz z firmą internetową HavenCo Ltd., zarejestrowaną na karaibskiej wyspie Anguilla. HavenCo ulokował na platformie swoje serwery (połączenie odbywa się drogą satelitarną), znajdując tu miejsce, w którym zawartość udostępnianych treści internetowych jest poza jakąkolwiek państwową kontrolą. Duży zysk przyniosła też sprzedaż paszportów. W ciągu pierwszych dwóch lat ich wydawania, sprzedano 160 tysięcy sztuk po 5700 dolarów.

## Ustrój polityczny i sytuacja prawna

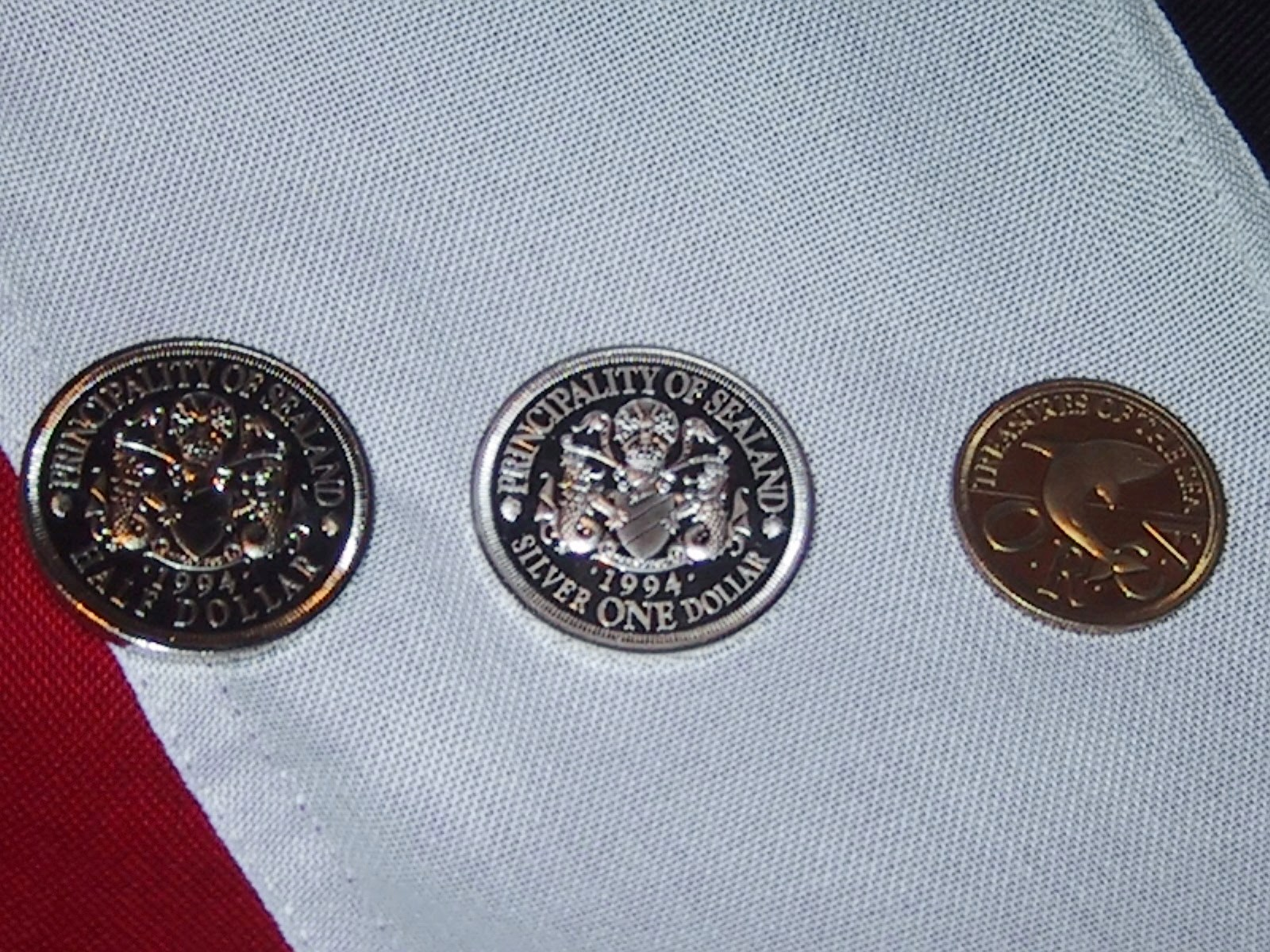
Monety Sealandu (od lewej: pół dolara, srebrny jeden dolar i ćwierć dolara)

Twierdzenie Roya Batesa, że Sealand jest niezależnym, suwerennym państwem, opiera się na następujących faktach:
1. Kiedy Paddy Roy Bates i jego współpracownicy zajęli Roughs Tower w 1967 roku, znajdowała się ona na wodach międzynarodowych, poza jurysdykcją Wielkiej Brytanii i innych suwerennych państw.
2. W 1968 roku zapadła decyzja, w której angielski sąd, w którym toczyła się sprawa księcia Paddy’ego Roya Batesa, uznał, że Roughs Tower znajduje się na wodach międzynarodowych, a więc poza granicami jurysdykcji jakiegokolwiek państwa. Oznaczało to uznanie suwerenności Sealandu[18].

Powyższe informacje jednak de facto o niczym nie przesądzają – platforma to nie ląd (można ją traktować analogicznie jak statek), a wymogiem istnienia państwa jest posiadanie terytorium lądowego, angielski sąd jedynie stwierdził, że platforma wówczas znajdowała się poza państwową jurysdykcją, a nie, że była suwerenna.